# 188 km (obwód kałuski)
188 km (ros. 188 км) – przystanek kolejowy w pobliżu miejscowości Spas, w okręgu miejskim Kaługa, w obwodzie kałuskim, w Rosji. Położony jest na linii Moskwa – Briańsk – Kijów.